# Истарска бригада
Седамнаеста словеначка „Истарска" бригада формирана је око 20. септембра 1943. године у Деканима од три батаљона формирана у Чежарјима, Рижани и Долу код Храстовља. Командант је био Иван Ковачич, а политички комесар Драгомир Бенчич.
Учествовала је у операцији ослобађања заробљеника из копарског затвора у ноћи 28. септембра и разоружала неколико група италијанских војника, које су се после капитулације Италије повлачиле у Италију. Још увек недовољно организационо учвршћена, упустила се у борбе са немачким јединицама које су 2. октобра из правца Трста започеле операције у Истри. Од 3. октобра била је потчињена штабу Четрнаесте дивизије НОВЈ. Већина бораца расула се у овим борбама и половином октобра бригада је расформирана. Људство које се није раније осуло, ушло је у састав Истарског НОП одреда. Дана 3. новембра 1943. године основана је нова Седамнаеста словеначка бригада „Симон Грегорчич“.